# طوني جونز
طوني جونز (بالإنجليزية: Tony Jones)‏ (و. 1966 – م) هو لاعب كرة قدم أمريكية، من الولايات المتحدة الأمريكية، ولد في رويستون.

## جوائز
حصل على جوائز منها:
- سوبر بول.

## روابط خارجية
- طوني جونز على موقع مرجع كرة القدم المحترفة.كوم (الإنجليزية)